# Canal de Briare
El Canal de Briare (en francés: Canal de Briare, pronunciado /kanal də bʁijaʁ/) es uno de los canales más antiguos de Francia. Su construcción se inició en 1604. Fue el primer canal a nivel de la cima en Europa que se construyó con esclusas, conectando el Loira y los valles del Sena. Tiene 57 kilómetros (35 millas) de largo y forma parte de la ruta borbonésica desde Saint-Mammès en el Sena hasta Chalon-sur-Saône en el río Saona.
De Briare a Buges, el canal sube a través de las primeras 12 esclusas unos 41 m (134,5 pies) y luego cae 85 m (278,9 pies) a través de las 24 esclusas restantes.

## Construcción
El canal fue iniciado por Maximilien de Béthune, duc de Sully, con el apoyo de Enrique IV para desarrollar el comercio de cereales y reducir la escasez de alimentos. Su construcción se inició en 1604 y finalizó en 1642. Entre 6.000 y 12.000 trabajadores trabajaron en este canal que conecta las cuencas del río Loira y el río Sena. Hugues Cosnier obtuvo el contrato para construir el segundo canal que cruza una cuenca hidrográfica en Europa, involucrando muchas más esclusas que en el primero "Por lo tanto, era necesario utilizar esclusas. Se construyó una escalera de siete cerraduras en Rogny-les-Sept-Écluses. (Esto se pasó por alto en 1887, pero se conserva como un monumento antiguo e iluminado por la noche).
Después del asesinato de Enrique IV, Hugues Cosnier tuvo que dejar de trabajar en 1611. En 1638, Guillaume Boutheroue y Jacques Guyon solicitaron reanudar el trabajo y recibieron cartas de patente de Luis XIII para este propósito. Crearon con otros nobles la «Compagnie des seigneurs du canal de Loyre en Seine» (Compañía de los Señores del Canal Loyre en Seine) y el trabajo se completó en 1642.
Se cavaron embalses para abastecer los aproximadamente 2000 metros cúbicos de agua desplazados en cada esclusa. Incluyen los embalses de Turfs, Chesnoy, Grand-rû, Tilery, Du Chateau, Cahauderie, Beaurois, el embalse de Bourdon y el embalse de Moutiers en el Loing. La fuente original de agua fue el Étang de la Gazonne.

## Uso
A mediados del siglo XVIII, más de 500 barcazas vinícolas estaban en uso trayendo vinos de las regiones de Auvernia, Mâcon, Beaujolais, Sancerre y Languedoc. Otros cargamentos incluían leña, madera, carbón y hierro, fayenza de Nevers y fruta de Auvernia. Todo el transporte lo realizaban hombres, generalmente dos por bote.
La escasez de agua en los embalses y el valle del Loira provocaba muchas veces cierres de 2 a 3 meses al año.

## Modificaciones

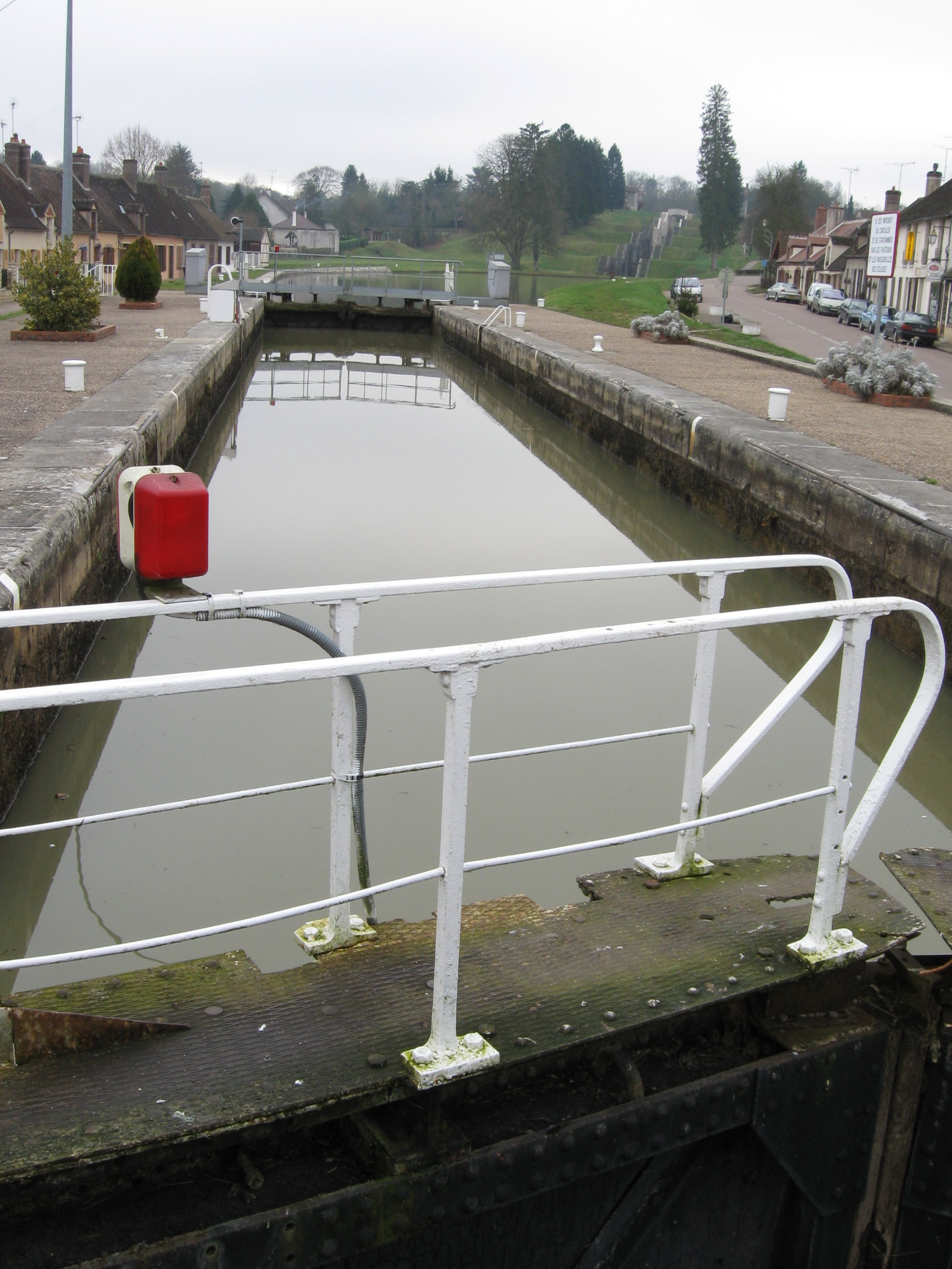
Canal de Briare en Rogny-les-Sept-Écluses. La antigua escalera de siete esclusas está en el fondo

El canal fue recomprado por el Estado en 1860.
En períodos de sequía, los reservorios del canal eran insuficientes para mantener el canal lleno de agua, por lo que en 1894 y 1895 se construyó una estación de bombeo para bombear agua a la libra de la cumbre.
El acueducto de Briare construido sobre el Loira en Briare entre 1890 y 1896 por el ingeniero Abel Mazoyer forma parte del Canal latéral à la Loire, y reemplazó la antigua línea de ese canal, construida entre 1820 y 1830.

## En ruta
- PK 57 Conexión con Canal du Loing y Canal d'Orleans (en desuso) en Buges.[3]
- PK 56.7 Aqueduct over the Solin River[5]
- PK 56,7 Acueducto sobre el río Solin [5]
- PK 52 Montargis
- PK 40 Montcresson
- PK 35 Montbouy
- PK 29 Châtillon-Coligny (12th-century castle)[1]
- PK 19 Rogny-les-Sept-Écluses
- PK 8 Ouzouër-sur-Trézée
- PK 1 Briare
- PK 0 Esclusa de entrada de Baraban desde el río Loira y cruce con la antigua línea del Canal latéral à la Loire en Briare.[6]

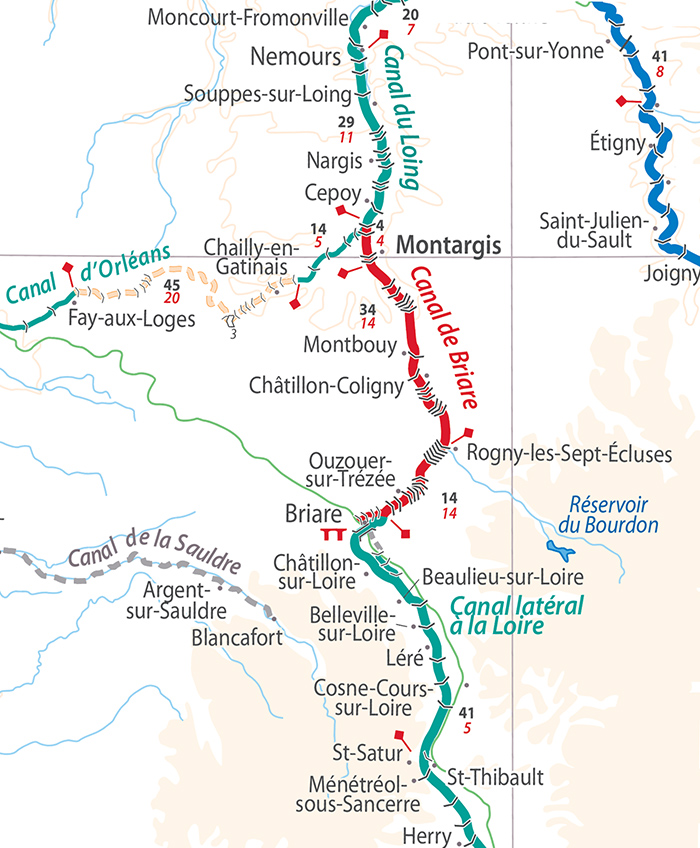
Ubicación del Canal de Briare en relación con las otras vías navegables del centro de Francia (de European Waterways Map and Directory, 5a ed., 2014, por David Edwards-May, publ. Transmanche)